# Black River Falls
Black River Falls è una città degli Stati Uniti d'America, situata in Wisconsin, nella contea di Jackson, della quale è anche il capoluogo.